# پارک ملی و منطقه حفاظت‌شده دنا

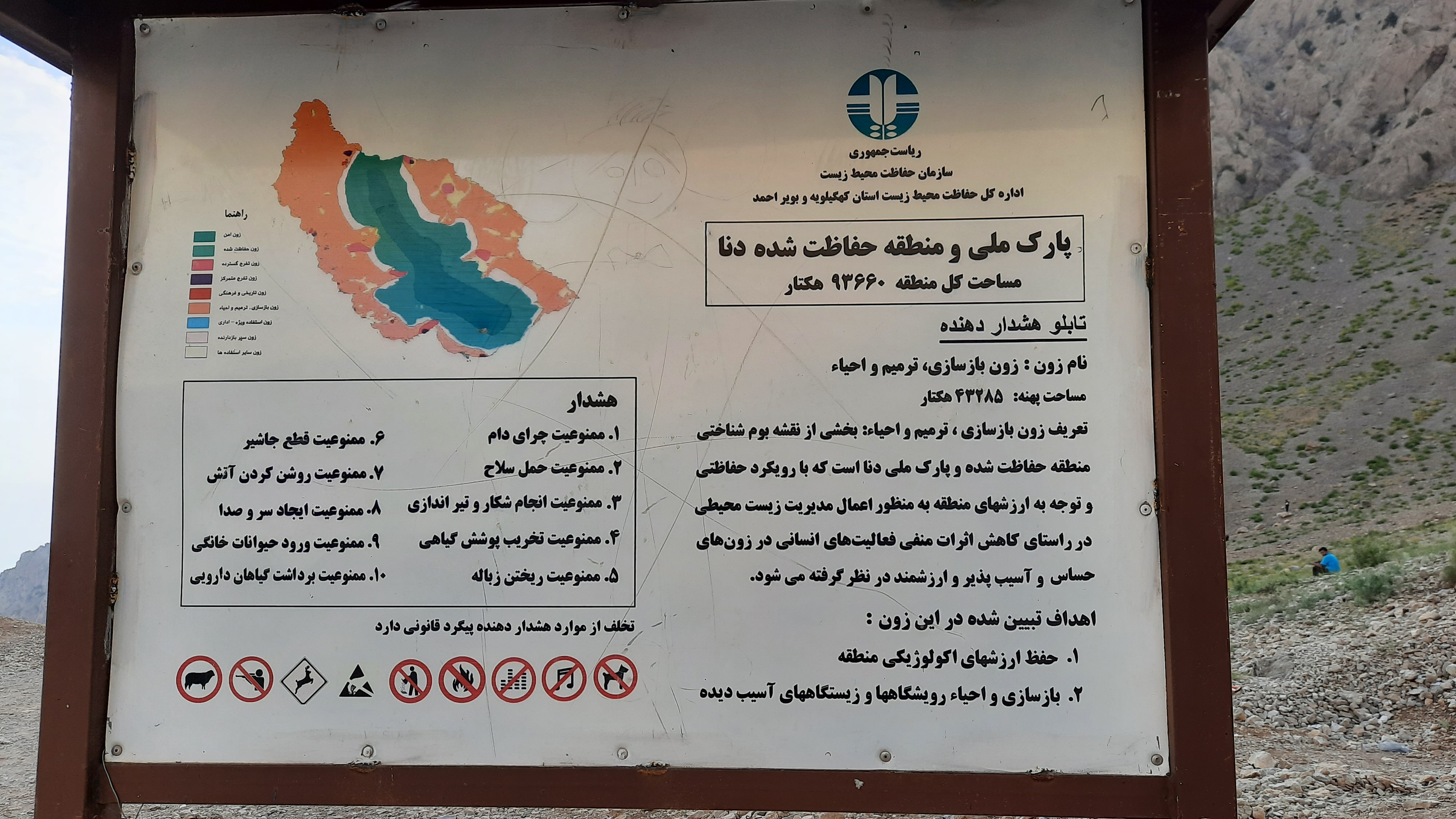
تابلو پارک ملی و منطقه حفاظت‌شده دنا

ذخیره‌گاه زیست‌کره، پارک ملی، و منطقه حفاظت‌شده دنا یکی از مناطق تحت حفاظت سازمان محیط زیست ایران است که در رشته‌کوه دنا در استان‌های اصفهان و کهگیلویه و بویراحمد قرار دارد. رشته‌کوه دنا با ۸۰ کیلومتر طول، طولانی‌ترین رشته‌کوه زاگرس است و ۴۹ قله با ارتفاع بالاتر از ۴۰۰۰ متر دارد.
زیستگاه‌های مهم حیات وحش دنا عبارتند از: تنگ شاه قاسم، چهارتنگ کل نقره‌ای، تنگ پوتک، تنگ قدویس، شنبلیه دون، تنگ شهسوار، تنگ حیدری، خاریدون، تل سیاه، آلج، گورویل، آب ملخ، تنگ پونه ای، گردنه بیژن، تنگ حرا، تنگ طوفال، آبشار دره ناری، بن شاهی، گردنه اتابکی، تل سبز، گردنه مورک، جنگل‌های بلوط حاشیه دنا، تنگ بن رود، تنگ کره، نهمون، مورطویله، خاکی، قبله و آسمونی که در این زیستگاه‌ها گردشگران، پژوهشگران و علاقه‌مندان به طبیعت می‌توانند سیمای حیات وحش زاگرس را با چشم مسلح و غیر مسلح به‌راحتی رویت کنند و اکولوژی جامع حیات وحش را می‌توان در این منطقه مورد مطالعه و بررسی قرار داد.
مهم‌ترین مراکز جمعیتی مستقر در حاشیه منطقه حفاظت‌شده دنا شامل شهر سی سخت، شهر پاتاوه، مجموعه روستاهای کره، روستای میمند، روستای سیور و مجموعه روستاهای پادنا است.
مرز شرقی منطقه حفاظت شده دنا از شمال شهر سی‌سخت مرکز شهرستان دنا شروع می‌شود. از مهم‌ترین پاسگاه‌های محیط‌بانی می‌توان محیط‌بانی خاریدون، محیط‌بانی روستای کره محیط‌بانی اب سپاه و میمند را نام برد. منطقه حفاظت‌شده دنا به عنوان یک ذخیره‌گاه زیست‌کره با وسعتی معادل ۹۳ هزار و ۸۲۱ هکتار در جنوب غربی کشور در استان کهگیلویه و بویر احمد E5121 عرض جغرافیایی و N3057 طول جغرافیایی واقع شده است. از سوی دیگر در دامنه‌های دنا دره‌های متعددی وجود دارند که پر از چشمه کوچک و بزرگ است. بسیاری از این چشمه‌ها از زیر برف می‌جوشند و از دامنه‌های پرشیب دنا سرازیر می‌شوند و پس از پیوستن به یکدیگر رودخانه‌های سرد، شیرین و زلال بشار و خرسان را تشکیل می‌دهند.

## تاریخچه حفاظت
منطقه دنا به استناد مصوبه شماره ۱۲۶ مورخ ۱۳۶۹/۱۱/۷ شورای عالی حفاظت محیط زیست، با وسعت ۹۳٬۶۶۰ هکتار به‌عنوان منطقه حفاظت‌شده اعلام و طی مصوبه شماره ۳۶۰ شورای عالی محیط زیست (کمیسیون زیربنایی دولت) مورخ ۱۳۹۱/۱/۱۹ سطح حفاظتی قسمتی از این منطقه به وسعت ۲۵٬۸۲۲ هکتار به پارک ملی ارتقا یافت.
منطقه حفاظت‌شده دنا در سال ۱۳۸۹ به عنوان ذخیره‌گاه زیست‌کره ایران در یونسکو شناخته شد. دنا دهمین ذخیره‌گاه زیست‌کره در ایران و نخستین ذخیره‌گاه ثبت‌شده بعد از انقلاب است. اداره حفاظت محیط زیست موظف است هر ۱۰ سال یک بار با حضور نمایندگان یونسکو اقدامات خود را در راستای مدیریت و حفاظت از آن مستند و تشریح نماید تا بتواند حمایت سازمان‌های بین‌المللی را برای یک دوره ۱۰ ساله دیگر به‌دست‌آورد. در اوایل خرداد ۱۴۰۲ پارک ملی و منطقه حفاظت‌شده دنا برای یک دوره ۱۰ ساله دیگر در فهرست ذخیره‌گاه‌های زیست‌کره یونسکو تمدید شد.
در تاریخِ ۱۳ اردیبهشت ۱۴۰۳، در سی و هشتمین جلسه شورای عالی محیط زیست مصوب شد که با ارتقای سطح حفاظتی منطقه شکارممنوع پادنا واقع در استان اصفهان به مساحت ۳۰ هزار و ۱۳۲ هکتار به سطح منطقه حفاظت‌شده و واگذاری مدیریت بخشی از منطقه حفاظت‌شده دنا که در خاک استان اصفهان بوده و مساحت آن کمتر از ۳۰ هزار هکتار است، محدوده‌ای به مساحت کلّی ۶۱ هزار و ۵۰۰ هکتار تحت عنوان منطقه حفاظت‌شده پادنا توسط اداره کل حفاظت محیط زیست استان اصفهان مورد حفاظت قرار گیرد. به گفته معاون محیط‌زیست طبیعی و تنوع زیستی سازمان محیط‌زیست کشور، پارک ملی دنا موضوع این مصوبه نبوده و حتی بخشی از محدوده پارک ملی دنا که در استان اصفهان قرار دارد هم‌اکنون به‌طور یکپارچه تحت مدیریت استان کهگیلویه و بویراحمد است و این مصوبه ارتباطی با پارک ملی دنا ندارد.

## ویژگی‌های بوم‌شناختی
منطقه حفاظت‌شده دنا که در شمال شهرهای یاسوج و سی سخت در استان کهگیلویه و بویراحمد، جنوب استان اصفهان و بخش کوچکی از استان چهار محال و بختیاری در حوضه آبریز کارون قرار گرفته، یک منطقه کاملاً کوهستانی است که اختلاف ارتفاع پست‌ترین و بلندترین نقاط این منطقه حدود بر سه هزار متر است. این منطقه به لحاظ شرایط اقلیمی به سه بخش کاملاً مجزا شامل ارتفاعات بلند، جنگل‌های خشک و نیمه‌خشک و نیمهاستپی سرد تقسیم می‌شود. در حال حاضر تنوع گونه‌های گیاهی در سراسر زاگرس مرکزی بالغ بر دو هزار گونه است که از این میان حدود یک‌هزار و ۲۵۰ گونه در منطقه حفاظت‌شده دنا شناسایی شده‌اند که این رقم معادل ۱۵٫۶ درصد گونه‌های کشور است.

## پوشش گیاهی
در دامنه‌های جنوبی پارک ملی و منطقه حفاظت‌شده دنا تا ارتفاع ۲۵۰۰ متر جنگل بلوط همه جا را پوشانده است. در میان این درختان و نواحی و ارتفاعات مختلف گونه‌های جنگلی دیگری نظیر بنه، کیکم، ارژن و انواع بادام کوهی دیده می‌شود اما تسلط کامل با گونه بلوط Quercus Branti است.
از ارتفاع ۲۵۰۰ متر به بالا جنگل بلوط تمام شده و درختچه‌های ارژن، شن، انواع گون‌ها و درختان سرو کوهی دیده می‌شوند. از ارتفاع ۳۵۰۰ متر به بالا اثری از درخت و درختچه در این منطقه مشاهده نمی‌شود و تنها شاهد پوششی از گون‌ها و گیاهان علفی و بوته‌ای در سطح زمین هستیم.
از ارتفاع ۴۰۰۰ متر به بالا دیگر خبری از بوته‌های سطحی منطقه نیست و تنها شاهد گیاهان کوچک و زیبایی در پناه سنگ‌ها و شکاف صخره‌ها هستیم و برخی از این گیاهان در اوایل تابستان گل‌های ریز، رنگین و بسیار زیبایی به بار می‌آورند.
حداقل ۱۲۰۰ گونه گیاهی درمنطقه شناسایی شده که از این تعداد ۵۰ گونه آندمیک مختص این منطقه است.
تعداد تیره‌های شناسایی شده حدود ۹۰ تیره از ۱۵۰ تیره گیاهی ایران (۶۰٪)
تعداد ۴۳۰ جنس از ۱۲۱۵ جنس گیاهی ایران (۳۵٪)
تعداد ۱۲۰۱ گونه گیاهی از ۷۵۰۲ گونه گیاهی ایران (۱۶٪)
تعداد ۵۰ گونه آندمیک برابر ۱۷٪ کل گونه‌های اندمیک ایران
۱۰۰ گونه از ۵۰۰ گونه درخت و درختچه ایران (۲۰ درصد)
وجود تعداد ۱۲۸ گونه دارویی، ۱۱۰ گونه زیستی وحشی، ۸۴ گونه رنگده و ۶۱ گونه خوراکی وحشی، نشان‌دهنده ارزش دارویی، خوراکی، مرتعی و حفاظتی گیاهان دنا است.

## گونه‌های جانوری
تاکنون تعداد ۱۶۹ گونه جانوری در این منطقه شناسایی شده است. در سال‌های اخیر با حفاظت از این زیست‌بوم حیاتی، گونه‌های حائز اهمیت چون کل و بز، خرس قهوه‌ای، خوک وحشی، پلنگ و … افزایش یافته است. وجود حیواناتی چون هما، عقاب طلایی و پلنگ که در راس هرم غذایی قرار دارند، نشان از کیفیت این زیستگاه دارند.

### پستانداران
تعداد گونه‌های پستاندار پارک ملی و منطقه حفاظت شده دنا عبارتند از: کل و بز، گراز، خرس قهوه ای، پلنگ، گرگ، روباه، کفتارراه راه ، شغال، گورکن، موش کور، موش خرما، سنجاب جنگلی، خرگوش، سمور، راسو، خفاش، نعل اسبی، گربه وحشی، کاراکال، خفاش گوش بلند، سگ آبی، تشی، جوجه تیغی، سیاه گوش و گوزن زرد ایرانی (در اسارت)

### پرندگان
پرندگان منطقه پارک ملی و منطقه حفاظت شده دنا شامل ۸۴ گونه است که شاخص‌ترین آنها عبارتند از: خانواده قرقاول، کبک دری، کبک معمولی، تیهو، بلدرچین، شاه بوف، جغدهای ماهی خوار، جغد گوش دراز، جغد جنگلی، عقاب پرپا، عقاب جنگلی، عقاب طلایی، کبوتر چاهی، خانواده سبزقبا، خانواده ماهی خورک، خانواده هدهد، خانواده دارکوب، خانواده چکاوک، خانواده سار، خانواده کلاغ، خانواده گنجشک، خانواده سهره و خانواده باز

### آبزیان
تعداد ۲۰ گونه آبزی در دنا شناسایی شده‌اند که برخی از آنها عبارتند از: عروس ماهی، خرچنگ، ماهی قزل آلا، ماهی شیربت (سرخه)، ماهی لوتک، سیاه ماهی (زردک)، سس ماهی (سردراز)، مارماهی، سگ ماهی، ماهی گل خورک، رفتگر ماهی و انواع حشرات آبزی

### دوزیستان و خزندگان
در منطقه دنا تعداد ۳۹ گونه شناسایی شده‌اند که شاخص‌ترین آنها عبارتند از: لاک پشت، قورباغه، وزغ، افعی، مار جعفری، تیرمار، پله مار، کورمار، مار آبی، مار پلنگی، مار قیطانی، مار دشتی، شترمار، آگاما و مارمولک
گونه‌های جانوری در معرض خطر انقراض (EN) یا تهدیده شده و آسیب‌پذیر (VU): دلیجه کوچک، اردک مرمری، خفاش مدیترانه‌ای، کل و بز، بالابان، کرکس کوچک، عقاب تالابی، عقاب شاهی، فاخته خاوری، پلنگ ایرانی، گربه وحشی، گربه جنگلی، سیاه گوش، دال معمولی، پیغو

## تعارضات و تهدیدها
وجود فرهنگ شکار و صید بین مردم محلی منطقه، چرای بیش از حد دام، افزایش جمعیت روستایی و شهری، تخریب مراتع، قطع درختان جنگل، تبدیل اراضی جنگلی به کشاورزی، جاده‌سازی، فراهم نبودن زمینه‌های اشتغال برای جذب نیروی کار، گرایش مردم به کشاورزی سنتی در اراضی نامناسب، جمع‌آوری گیاهان دارویی و خوراکی، عدم مدیریت جامع در بهره‌برداری از منابع طبیعی، وجود پروانه چرای دام مازاد برظرفیت مراتع، بخشی از عوامل تهدید تنوع زیستی منطقه حفاظت شده و پارک ملی دنا است.

## نگارخانه

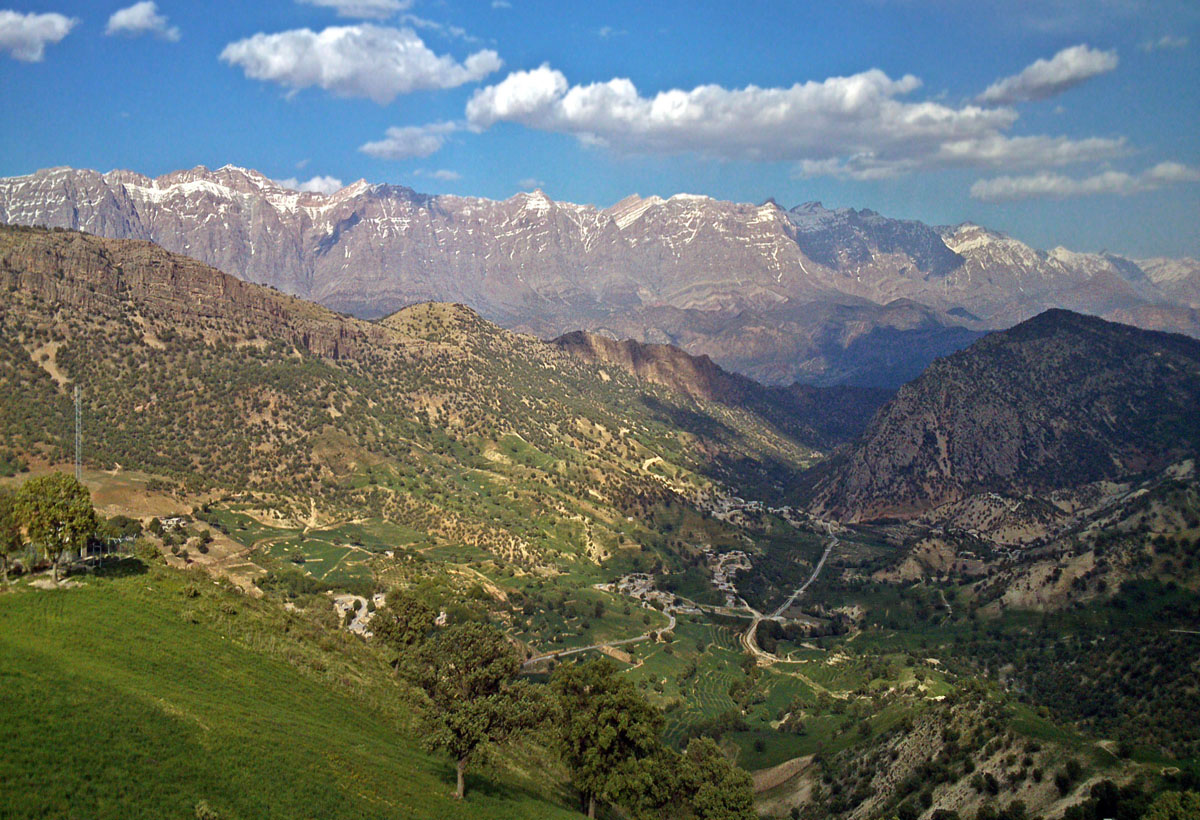
چشم انداز دنا از منطقهٔ بهرام بیگی
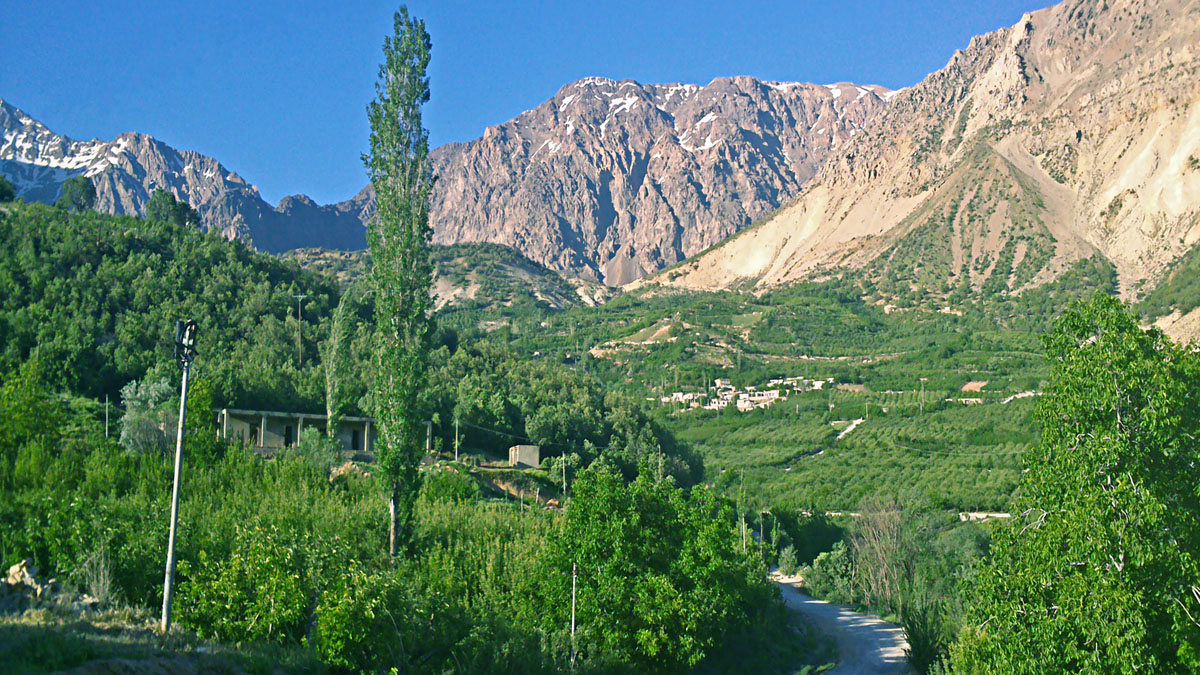
دامنه‌های دنا از روستای کره
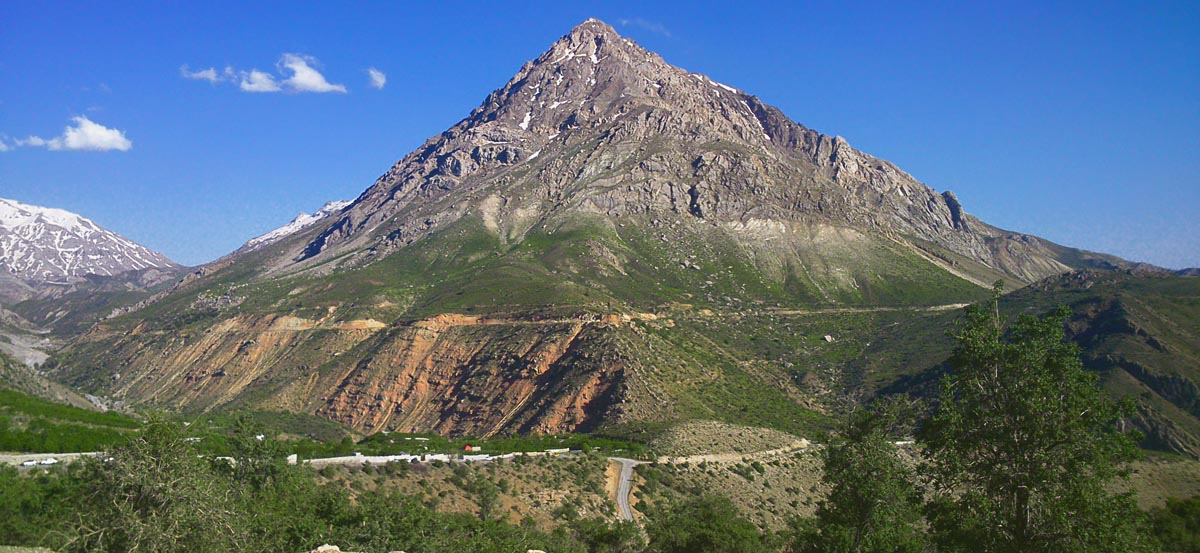
قلهٔ قلم، منطقهٔ حفاظت‌شدهٔ دنا
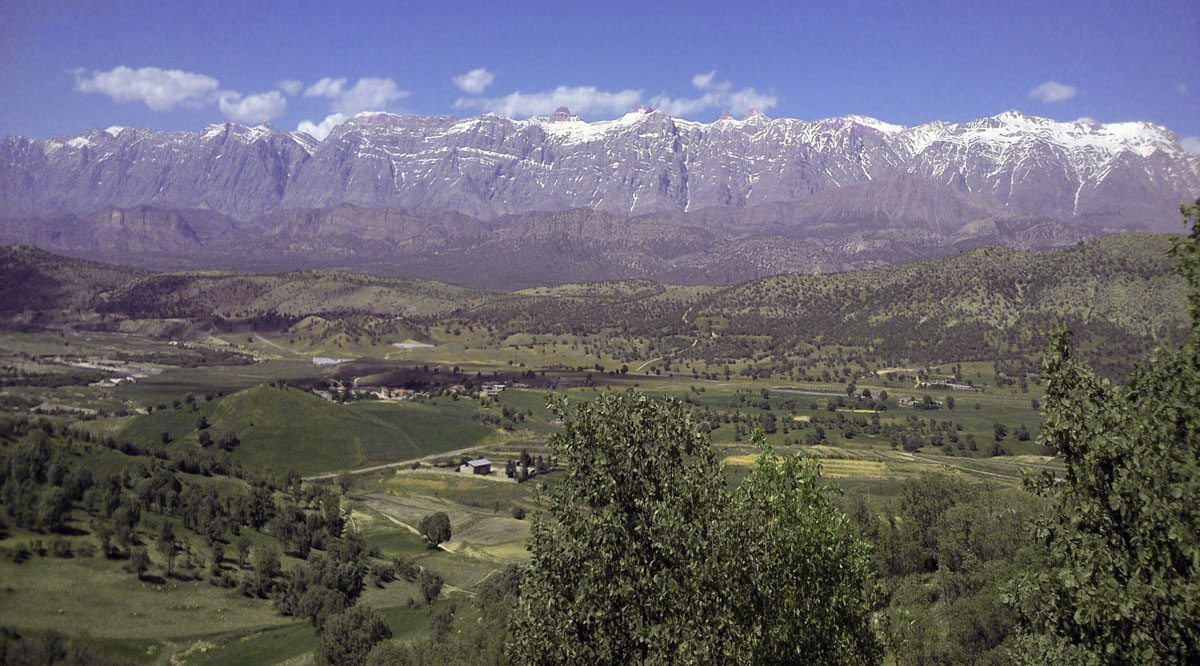
چشم‌انداز دنا از منطقهٔ چیتاب
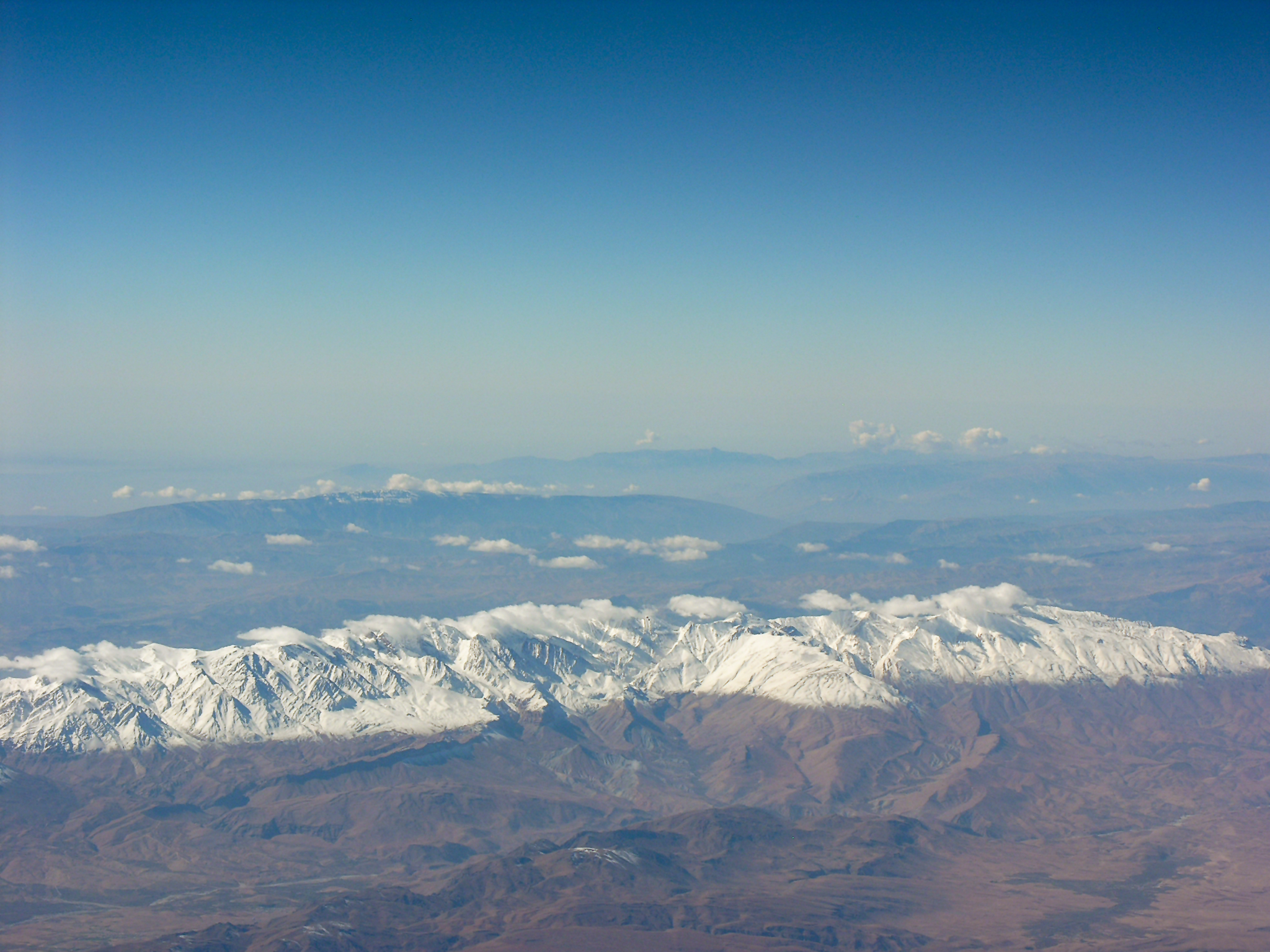
رشته‌کوه دنا